# قصر ابریم
قصر ابریم (عربی: قصر ابريم) یک مکان تاریخی است که در النوبه پایین و در فاصله ۲۴۰ کیلومتری اسوان و ۵۰ کیلومتری کشور سودان واقع شده‌است. این شهر که به وسیلهٔ یک دیوار حفاظتی پوشیده شده‌است بر بالای یک بلندی صخره‌ای که بر ساحل شرقی رود نیل مشرف است قرار دارد و به سمت مقر حاکم این شهر امتداد یافته‌است.
ارتفاع آب دریاچه ناصر بعد از ساخته شدن سد العالی در اسوان بالا رفت و به همین خاطر بعضی از مناطق اطراف قصر ابریم را زیر آب برد و غرق نمود.
قصر ابریم عبارت از یک مکان تاریخی منحصر بفرد در النوبه پایین که توانسته از تمام سیل‌های رود نیل تا الان جان سالم بدر ببرد.

## تاریخچه
تاریخچه این مکان دفاعی به دوره رومی‌ها برمی‌گردد که این مکان را به نام بریمین بارفا نامیده بودند، رومی‌ها این مکان را وقتی که ایوبیها در زمان انقلاب خودشان در سال ۲۳ قبل میلاد در آن پناه گرفته بودند خراب نمودند. در آغاز قرن ۱۶ سلیم اول که حامی البوشناق بود به این مکان وارد شد. به این مکان در قرن ۱۹ ممالیک که سلاله البوشناق از آنان به وجود آمد پناه آوردند، ممالیک تا زمان ابراهیم پاشا که آن‌ها را از این مکان جابجا کرد در این مکان مستقر بودند.
در داخل دیوار باقی‌مانده ساختمان‌هایی که ساکنین استفاده می‌کردند در بالای بلندی و همین‌طور باقی‌مانده کلیسایی که به مسجد تبدیل شده بود قابل مشاهده است. در سمت ساحل صخره‌ای در پایین دیوار پنج کوبه از دوره خاندان‌های ۱۸ و ۱۹ دیده می‌شود که مهم‌ترین آن‌ها کوبه مربوط به آمنهوتپ دوم است.

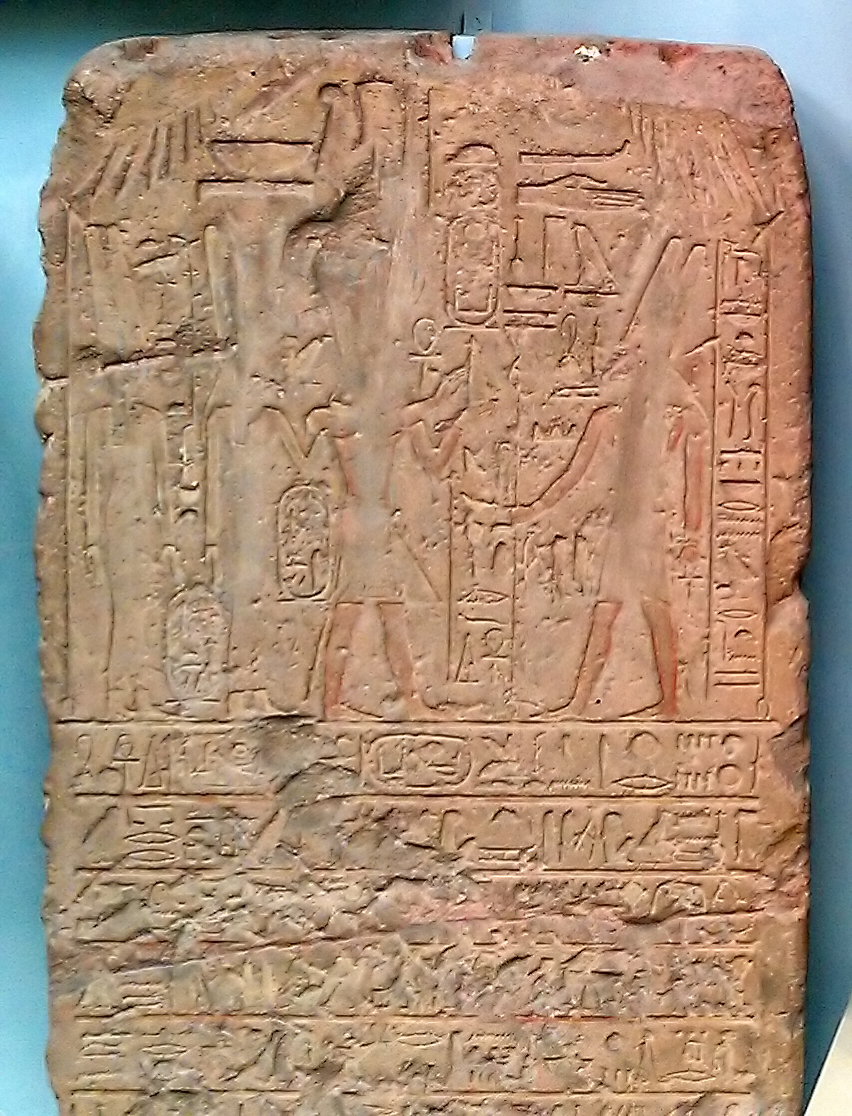
ماسه سنگ ستلا به سال ۸ فرعون آمنهوتپ - موزه بریتانیا

## آثار هنری
در سال ۱۹۱۱ از طرف «دیوید راندال ماکلفر» و «لئونارد وولی» از دانشگاه پنسیلوانیا این مکان حفاری گردید، این مدرک در موزه بریتانیا برای به‌کارگیری دوباره سرداب بیزانس نگهداری می‌شود.
در ناحیه غربی این بلندی تعداد حفره یادگاری کنده شده‌است که نگهدارنده تعدادی از الهه‌های مختلف از طرف نمایندگان پادشاه بوده‌است. در زمان عملیات نجات در حین ساختن سد العالی در اسوان، این مصلیات از اینجا کنده شد و به مکانی در نزدیکی وادی (دره) السبوع منتقل گردید.
سپس انتقال سنگ بزرگی که مربوط به سیتی اول لامینیموبی جانشین پادشاه کوش که در قسمت جنوب قلعه قصر ابریم قرار داشت انجام شد و به مکانی در نزدیکی شهر اسوان منتقل گردید.

## نگارخانه

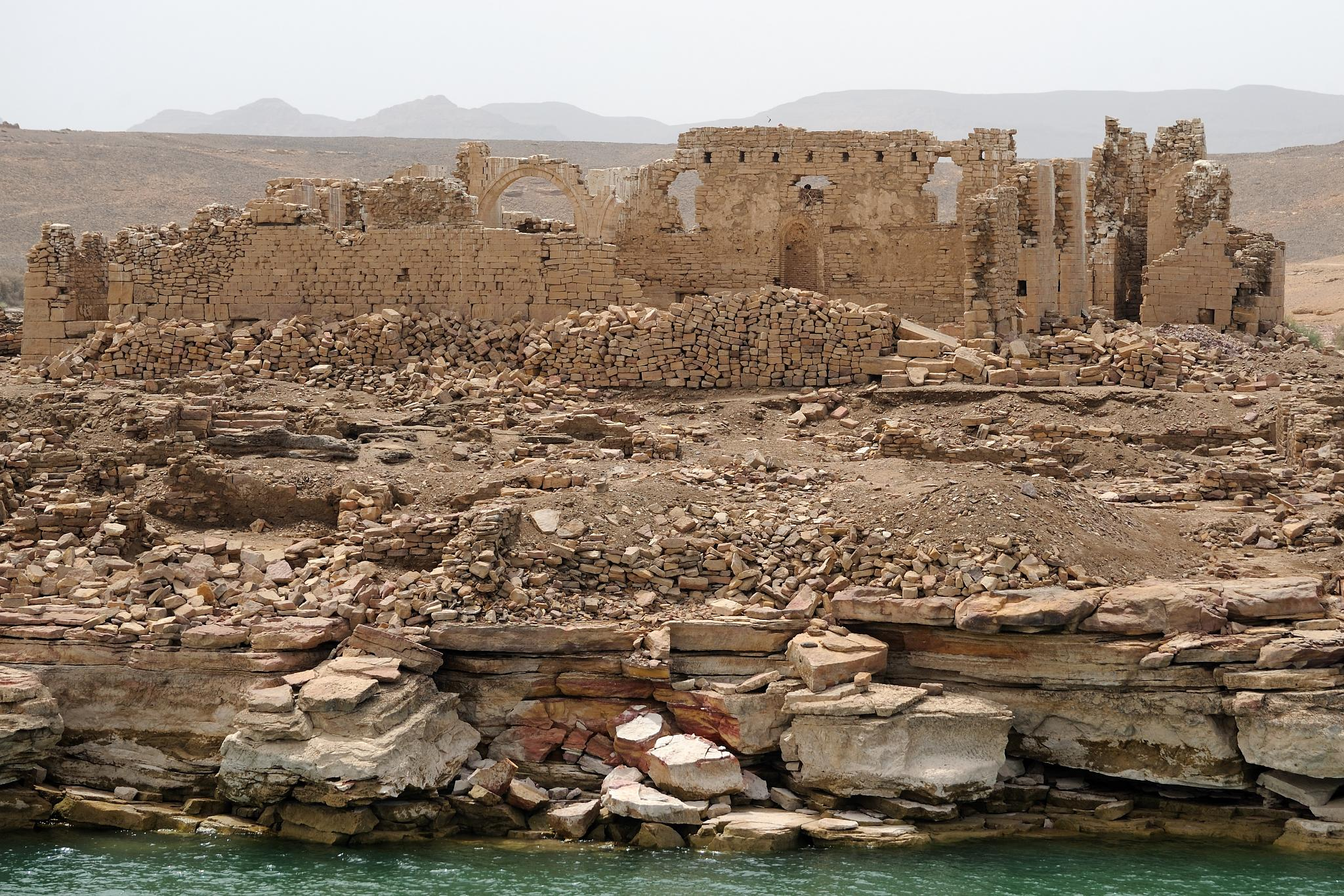
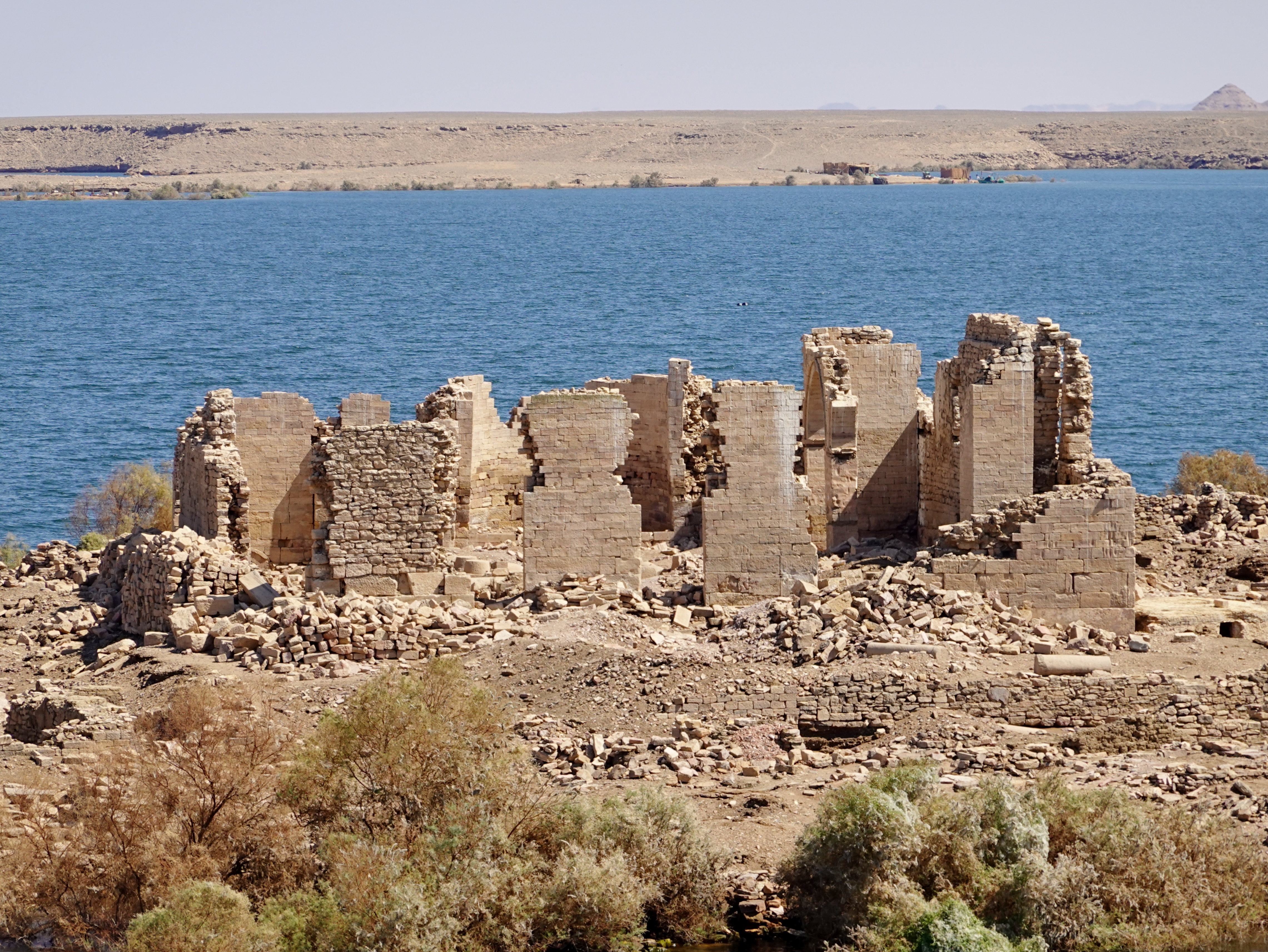
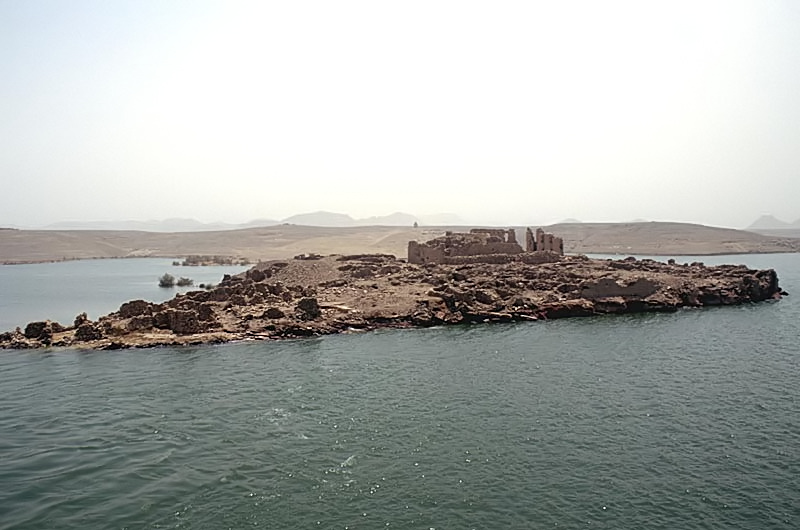
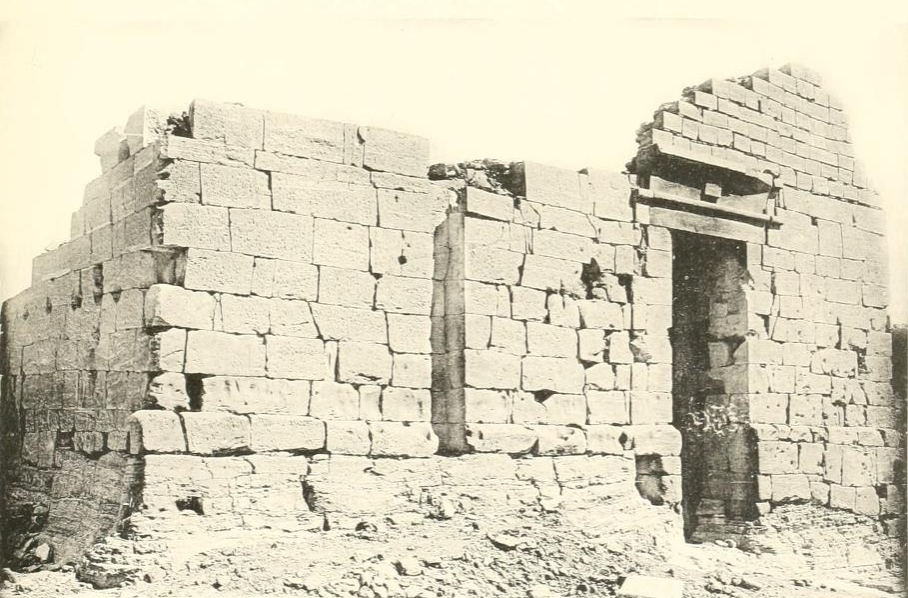
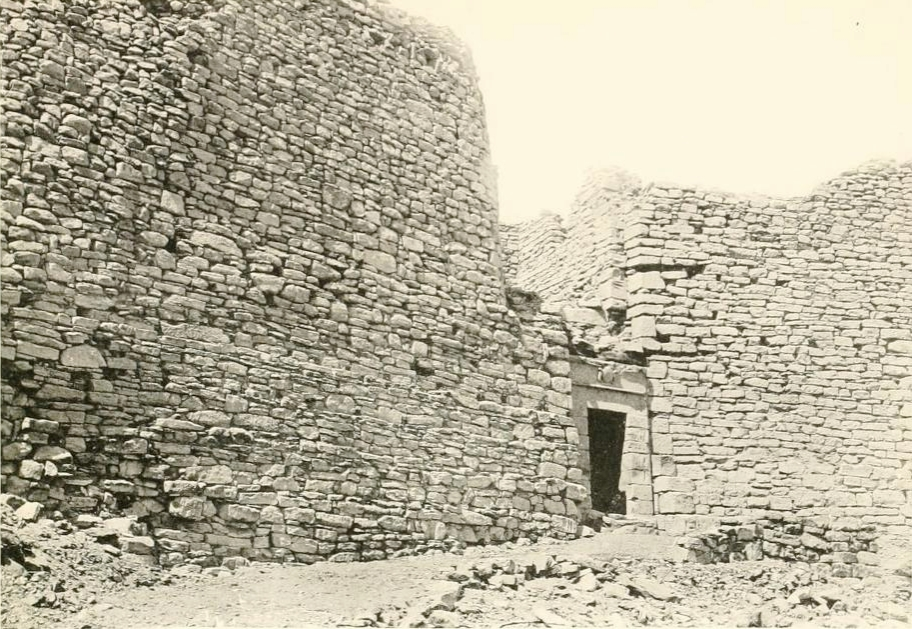
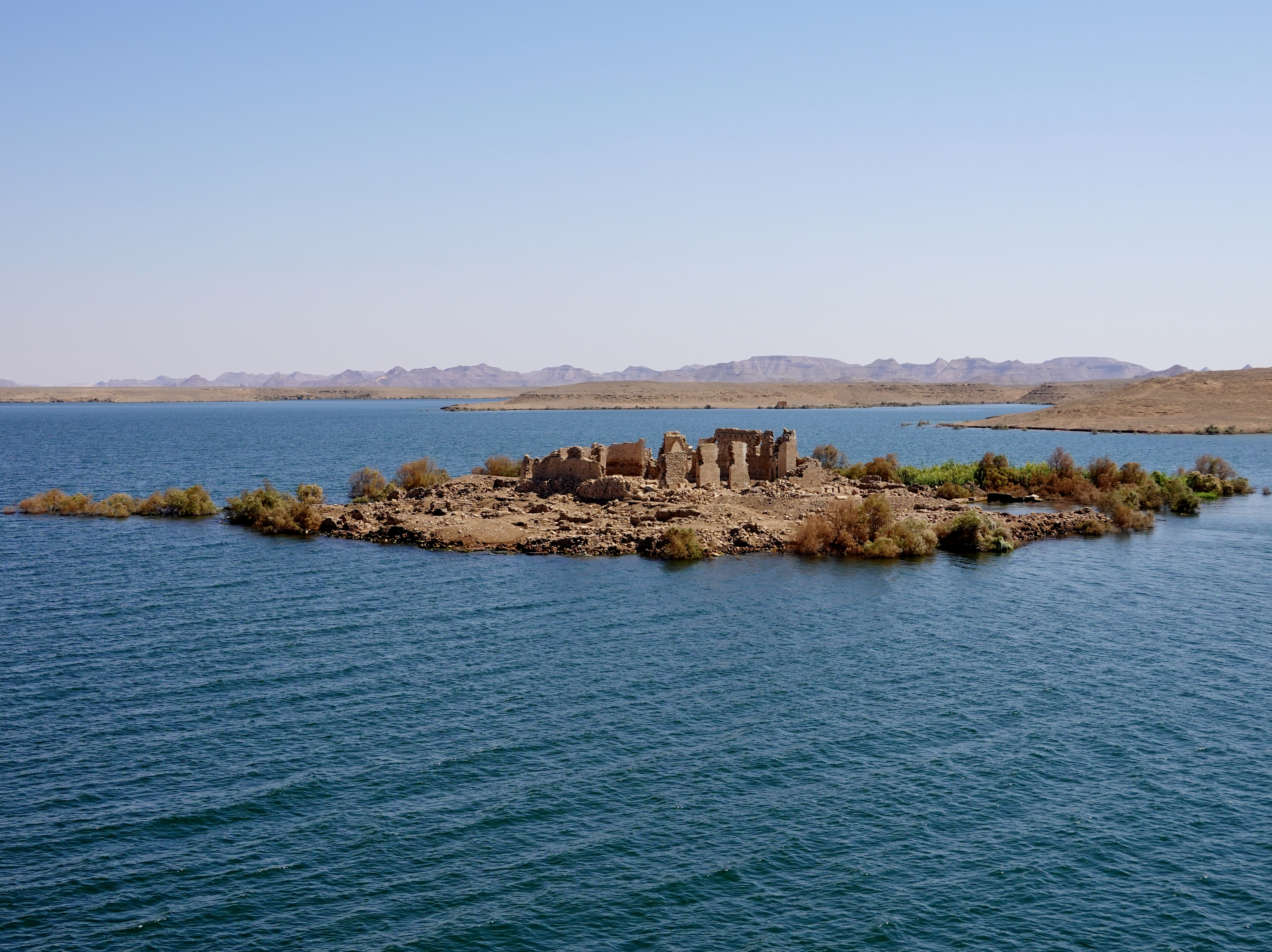